# Leichensache Zernik
Leichensache Zernik ist ein vom DEFA-Studio für Spielfilme produzierter Kriminalfilm aus dem Jahr 1972.
Das Sujet basiert auf realen Verbrechen und den Erinnerungen Berliner Polizisten. Im Frühjahr 1970 begann der Regisseur Gerhard Klein die Arbeiten am Film, jedoch erkrankte er schon am 10. Drehtag schwer und starb wenig später. Zwei Jahre später setzte sein Assistent und Schüler Helmut Nitzschke die Arbeiten fort. Wesentliche Hilfe leistete der alte Freund Kleins, der Szenarist und Regisseur Wolfgang Kohlhaase.

## Handlung
Im Jahr 1948 wird Katharina Zernik in einem Wald bei Berlin erwürgt und mit Schwefelsäure übergossen. Kramm hat bei den Ermittlungen mit organisatorischen und machtpolitischen Wirrungen der Nachkriegszeit zu kämpfen, und in der Zwischenzeit gibt es weitere Opfer. Doch der Mörder hinterlässt Spuren, als er in Zerniks Wohnung eindringt, und kann letztlich von Kramm in einem Hotel gestellt werden.
Übergeordnete Thematik sind die Kompetenzrangeleien zwischen Polizeidienststellen der Berliner Sektoren sowie die Spaltung der sektorenübergreifenden kriminalistischen Tätigkeit im Zusammenhang mit der sogenannten Stumm-Polizei.

## Hintergrund
Leichensache Zernik wurde von der Künstlerischen Arbeitsgruppe „Berlin“ in Schwarzweiß gedreht und hatte am 30. März 1972 im Berliner Kino Kosmos Premiere.  Die Erstausstrahlung im 1. Programm des Fernsehens der DDR erfolgte am 12. August 1973. Drehorte des Films waren zum großen Teil in der Umgebung der Straße der Pariser Kommune in Berlin.
Bei Beginn der in den Prager Filmstudios Barrandov stattgefundenen Dreharbeiten im Jahr 1970 war die Hauptrolle des Mörders Retzmann mit Wolfgang Kieling und die des Kriminalanwärters Kramm mit Wolfgang Winkler besetzt. Als die Dreharbeiten 1972 wieder aufgenommen wurden, hatte Kieling die DDR bereits verlassen und die Rolle wurde umbesetzt. Die Rolle des Kramm übernahm schließlich der Schauspieler Alexander Lang.
Leichensache Zernik lehnt sich zum Teil an den Fall des Serienmörders Willi Kimmritz an, der die Bevölkerung Berlins und Brandenburgs in den Jahren 1946–1948 mit seinen Verbrechen in Atem hielt.

## Kritik
„Ein künstlerisch überdurchschnittlicher Kriminalfilm mit überzeugender, teilweise dokumentarischer Darstellung des Zeitmilieus.“

„Der Film knüpft an die Tradition von Affaire Blum an, die im gleichen Jahr gedreht wurde, in dem Leichensache Zernik spielt. Durch die gelungene Verbindung von Dokumentar- und Spielszenen entstand ein spannendes Zeitdokument, das nicht mit Humor spart.“